# 刘林遗址
刘林遗址位于中国江苏省邳州市戴庄镇刘庄村西南，是一处新石器时代遗址，2013年被列为第七批全国重点文物保护单位。
刘林遗址在中运河东岸，1958年中运河筑堤取土时遗址文化层显露，1959年被考古工作者发现，1960年和1964年，南京博物院先后对遗址进行了两次发掘。遗址文化层堆积厚1.2米, 面积约24000平方米。第一次发掘共清理新石器时代墓葬52座，出土遗物有玉、石饰品13件，石器73件，骨角器129件，完整或者可以复原的陶器123件，以及鹿角与兽骨等。第二次发掘共清理新石器时代墓葬145座，出土遗物共804件，其中石器59件、骨角牙器215件、陶器530件。考古发掘表明，刘林遗址属于青莲岗文化的一个类型。